# 리소스 모니터
리소스 모니터(Resource Monitor)는 윈도우 비스타 이상에서 제공되는 유틸리티로서 하드웨어(CPU, 메모리, 디스크 및 네트워크) 및 소프트웨어(파일 핸들 및 모듈) 리소스 사용에 대한 정보를 실시간으로 표시한다. 사용자는 resmon.exe(Windows Vista의 경우 perfmon.exe)를 실행하여 리소스 모니터를 시작할 수 있다.
비스타 이상의 리소스 모니터는 윈도우 7에 도입된 ETW(Windows용 이벤트 추적) 기능을 크게 활용한다. 리소스 모니터에서 사용하는 카운터 설정(이벤트 추적 세션)도 로깅을 제공할 수 있다.

## 특징
리소스 모니터 창에는 다음과 같은 5개의 탭이 있다.
- 개요
- CPU

프로세스, 서비스, 관련 핸들 및 관련 모듈의 열 목록을 표시한다. CPU 사용량 차트(모든 코어에 대해 별도)
- 메모리

전체 물리적 메모리 소비량과 모든 프로세스의 개별 소비량, 사용된 물리적 메모리, 커밋 요금 및 하드 오류/초 차트를 표시한다.
- 디스크

디스크 활동 및 저장소가 있는 프로세스, 디스크 사용량(KB/초) 및 디스크 큐 길이 차트를 표시한다.
- 회로망

네트워크 활동, TCP 연결 및 수신 포트가 있는 프로세스, 네트워크 사용량 차트(어댑터마다 별도) 및 TCP 연결을 표시한다.

## 같이 보기
- 성능 모니터